# Dascha Esselius
Dagmar Dascha Esselius, tidigare Jerabkova, född 15 december 1953 i Prag, död 3 januari 2023, var en tjeckisk-svensk konstnär med konstnärssignaturen Dascha. 
Esselius föddes som dotter till civilingenjör Zdenek Jerabek och filosofie kandidat Marie Herrington, flydde från Tjeckoslovakien och kom till Stockholm 1969 och studerade vid Konstfackskolan (skulptur) 1978–1983. Hon debuterade 1975 och har ställt ut konstinstallationer ljus-ljud-rörelse i bland annat Stockholm, Södertälje, Borås, Göteborg, Kuopio och Paris. 
Hon är representerad på Statens konstråd samt kommuner och landsting. Hon var tidigare gift med konstnären Hans Esselius.